# Burtt Manufacturing Company
Burtt Manufacturing Company war ein US-amerikanischer Hersteller von Automobilen.

## Unternehmensgeschichte
Frank Burtt und Warren B. Cannon gründeten 1902 das Unternehmen in Kalamazoo in Michigan. Sie begannen 1903 mit der Produktion von Automobilen. Der Markenname lautete Cannon. 1906 wurde ein größeres Werk gebaut. Im gleichen Jahr endete die Produktion. Danach entstanden noch Kupplungen und Ottomotoren namens Kalamazoo. Nach 1914 verliert sich die Spur des Unternehmens.

## Fahrzeuge
Von 1903 bis 1905 standen zwei Modelle im Sortiment. Das kleinere war ein Runabout. Ein Einzylindermotor mit 7 PS Leistung trieb ihn an. Der Radstand betrug 183 cm. Daneben gab es einen Tonneau. Sein Fahrgestell hatte 215 cm Radstand. Der Zweizylindermotor leistete 15 PS.
1906 gab es zwei neue Modelle. Sie waren als Tonneau mit seitlichem Einstieg karosseriert. Das Model 2 hatte einen Vierzylindermotor mit 50 PS Leistung und 305 cm Radstand. Das Model 3 war kleiner mit 264 cm Radstand und schwächer motorisiert mit einem 24 PS leistenden Zweizylindermotor.

## Modellübersicht
| Jahr      | Modell  | Zylinder | Leistung (PS) | Radstand (cm) | Aufbau                |
| --------- | ------- | -------- | ------------- | ------------- | --------------------- |
| 1903–1905 | 7 HP    | 1        | 7             | 183           | Runabout              |
| 1903–1905 | 15 HP   | 2        | 15            | 215           | Tonneau               |
| 1906      | Model 2 | 4        | 50            | 305           | Side Entrance Tonneau |
| 1906      | Model 3 | 2        | 24            | 264           | Side Entrance Tonneau |